# Боровці (Марковці)
Боровці (словен. Borovci) — поселення в общині Марковці, Подравський регіон, Словенія.